# 2005年韓国の事件
韓国現代史年表＞2005年韓国の事件

## 1月
- 1月3日 - 12月26日に発生したスマトラ島沖地震による韓国人死者11名、不明者9名となった。
- 1月6日 - 李海瓚首相、ジャカルタ緊急首脳会議に出席。
- 1月17日 - 日本国と大韓民国との間の基本関係に関する条約及び付随協約における議事録の一部を公開
- 1月24日 - 日韓両政府は3月1日から9月30日までの愛知万博開催期間中、韓国の観光客に査証を免除することに合意。
- 1月27日 - 日韓国交回復40周年を記念して、日韓友情の年開幕式典がソウルのロッテホテルで開かれ、盧武鉉大統領も出席した。

## 2月
- 2月3日 - 憲法裁判所は男子優先で戸主を決める民法の戸主制を事実上違憲とする判決を下した。
- 2月4日 - 盧武鉉大統領が目を二重瞼に整形する。
- 2月10日 - 北朝鮮は核兵器保有と6者協議不参加を宣言した。
- 2月22日 - 映画太極旗を翻して（日本名ブラザーフッド）の人気女優イ・ウンジュが自殺する。

## 3月
- 3月 - 盧武鉉大統領の支持率が28%から48%まで上昇する。
- 3月2日 - 韓国国会、戸主制度廃止のため、戸籍法改正。2008年施行。
- 3月16日 - 島根県議会、竹島の日制定し、韓国側が猛反発。
- 3月17日 - 韓国政府、対日新ドクトリン発表
- 3月18日 - 馬山市議会、「対馬の日」制定
- 3月28日 - 観光客が竹島（韓国名：独島）に上陸。
- 3月31日 - 韓国国連大使、日本の安保理常任理事国入りに反対表明

## 4月
- 4月10日 - 盧武鉉大統領、ドイツ、トルコ訪問に出発（～18日）
- 4月13日 - 盧武鉉大統領、シュレーダー首相と首脳会談
- 4月14日 - 盧武鉉大統領、韓国元首として初めてトルコを訪問し、アフメト・ネジデト・セゼル大統領、エルドアン首相と会談

## 5月
- 5月3日 - 「過去史整理基本法」案、国会で可決成立。（11月発効。）
- 5月24日 - 朴槿恵・ハンナラ党代表、北京で胡錦濤中国国家主席と会見
- 5月26日 - 国情院の過去史真実委員会、第4代中央情報部長金炯旭が1979年10月に当時の部長金載圭の指示によりパリで殺害されたとする中間調査結果を発表。

## 6月
- 6月1日 - 対馬沖で逃走韓国漁船をめぐり、海上保安庁巡視艇と海洋警察庁警備艦が睨み合い（~6月2日）
- 6月17日 - 鄭東泳（チョン・ドンヨン）統一部長官が、北朝鮮の金正日総書記と平壌で会談。核問題や南北関係改善案をめぐり意見を交換
- 6月19日 - 軍部隊で、先輩兵士の「言葉のいじめ」に不満を抱いた兵士が、兵舎に手榴弾を投げて銃器を乱射し、将校と兵士ら10人が死傷する事件が発生。
- 6月20日 - 日韓首脳会談ソウル青瓦台にて開催。歴史認識問題と北朝鮮の核問題について意見を交わした。

## 7月
- 7月7日 - 盧武鉉大統領、「韓国政治の構造的問題を解決するためなら、内閣制のレベルに大統領の権力を委譲する用意がある」と述べた。
- 7月12日 - 韓国政府は、北朝鮮が核を廃棄することを前提に、2008年から200万Kwの電力を供給すると発表。
- 7月16日 - 李氏朝鮮最後の直系子孫、李玖氏が滞在先の東京のホテルにて心臓麻痺で死去。

## 9月
- 9月25日 - 中国産輸入キムチに鉛が検出された事を発端に、寄生虫卵検出に至り、11月中旬まで、中韓キムチ紛争が起きる。

## 11月
- 11月12日 - 2005釜山アジア太平洋経済協力（APEC）首脳会議 開催 (～20日迄)
- 11月17日 - 韓国政府、国連総会の北朝鮮人権決議案に棄権

## 12月
- 地上波デジタルマルチメディア放送(DMB)が始まる。
- 地上波テレビにおいて昼間の時間帯の放送が解禁。